# Loubejac
Loubejac är en kommun i departementet Dordogne i regionen Nouvelle-Aquitaine i sydvästra Frankrike. Kommunen ligger i kantonen Villefranche-du-Périgord som tillhör arrondissementet Sarlat-la-Canéda. År 2022 hade Loubejac 256 invånare.

## Befolkningsutveckling
Antalet invånare i kommunen Loubejac
Referens:INSEE